# 로꾸거!!!
《로꾸거!!!》는 슈퍼주니어-T의 싱글이자 슈퍼주니어 최초의 유닛 음반이다. 타이틀곡 '로꾸거!!!'는 유로 댄스와 트로트를 크로스오버한 세미 트로트곡으로 단어 '거꾸로'를 뒤에서부터 표기한 것으로 거꾸로 돌아가고 있다는 세상만사를 표현한 곡.

## 개요
- 작곡가 윤명선이 슈퍼주니어 멤버들에게 이 곡의 개런티 대신 마골피가 ‘비행소녀’ 뮤직비디오 출연을 제의했다는 일화가 있다.
- 수록곡 〈나 같은건 없는건가요〉는 2006 Mnet 아시안 뮤직 어워드를 통해 앞서 선공개한 바 있다.

## 수록곡
| #            | 제목                                    | 작사         | 작곡         | 편곡         | 재생 시간 |
| ------------ | --------------------------------------- | ------------ | ------------ | ------------ | --------- |
| 1.           | 〈로꾸거!!!〉                           | 윤명선       | 윤명선       | 염철목       | 2:59      |
| 2.           | 〈첫 차 (Feat. 방실이)〉                | 신상호       | 신상호       | 윤희명       | 2:26      |
| 3.           | 〈나 같은건 없는건가요〉                | 추가열       | 추가열       | 추가열       | 3:12      |
| 4.           | 〈로꾸거!!! -Instrumental-〉            |              | 윤명선       | 염철목       | 2:59      |
| 5.           | 〈첫 차 -Instrumental-〉                |              | 신상호       | 원희명       | 2:26      |
| 6.           | 〈나 같은건 없는건가요 -Instrumental-〉 |              | 추가열       | 추가열       | 3:10      |
| 총 재생 시간 | 총 재생 시간                            | 총 재생 시간 | 총 재생 시간 | 총 재생 시간 | 17:12     |